# Координационен комитет за контрол на износа
Координационен комитет за контрол на износа, повече известен като КоКом / Коком или КОКОМ (на английски: Coordinating Committee for Multilateral Export Controls, CoCom / Cocom, COCOM) е историческа международна организация със седалище в Париж, създадена от страните от Западния блок (главно от НАТО) през 1949 година за многостранен контрол на износа в СССР и другите страни от Съвета за икономическа взаимопомощ.
В епохата на Студената война Комитетът съставя списъци на „стратегически“ стоки и технологии, забранени за износ в страните от Източния блок, налага ограничения по използване на стоките и технологиите, разрешени за доставка по изключение. Разработва и стратегия за „контролирано технологично изоставане“.
През 80-те години ограниченията се засилват, но по-късно, след падането на комунистическите режими и разпада на СССР подходът към износа на стоки и технологии в държавите от ОНД и Източна Европа е смекчен. Организацията прекратява дейността си на 31 март 1994 година. В замяна е сключено Вассенаарското споразумение.

## Членове
В този комитет членуват 17 държави: САЩ, Канада, Австралия, Япония, Великобритания, Белгия, Дания, Франция, Западна Германия, Гърция, Италия, Люксембург, Нидерландия, Норвегия, Португалия, Испания, Турция. С организацията по тези въпроси сътрудничат страни като Австрия, Ейре, Нова Зеландия, Финландия, Швеция, Швейцария.

## Засилване на ограниченията през 80-те
В началото на 80-те години администрацията на Роналд Рейгън предприема курс на сблъсък със Съветския съюз и като част от тази политика засилва натиска за спиране на притока на технологии към СССР и другите социалистически страни, защото въпреки действащите забрани на Комитета търговията с технологии от неутрални страни като Швеция, Австрия, Швейцария продължава. САЩ ги предупреждават да затегнат контрола, в противен случай ще ги лишат от лицензионни американски технологии. През 1982 г. САЩ предлагат три промени:
1. По-стриктно прилагане на забраната за търговия с най-нови технологии, включително компютри и електроника, влакнеста оптика, полупроводници и металургични технологии, както и ограничаване на строителството на европейски промишлени предприятия в страните от СИВ;
2. Всички спогодби със страните от СИВ на стойност над 100 милиона долара да се представят задължително на Комитета за одобрение, за да е сигурно, че няма трансфер на технологии (фактически право на американско вето върху европейската търговия със социалистическите страни)
3. Разширява се забранителният списък с ембаргови стоки, макар че Германия е решително против. В крайна сметка членовете приемат над 100 забележки на САЩ за вече извършен износ предходната година и изработват обща стратегия за недопускане на износ на стратегически технологии. САЩ установяват наблюдение и върху финансовите отношения със СССР и започват да разработват съгласувана политика за кредитиране на износа[3].

Макар че към 1982 г. е постигнато известно равновесие между капитализма и социализма във военната област, СССР е изразходвал много ресурси и усилия да го постигне. По същото време на Запад с бурни темпове се развиват микроелектрониката и компютрите навлизат във всички области, което заплашва да превърне съветските военни системи в морално остарели и ненужни. Инициативата за стратегическа отбрана още повече нагнетява обстановката и съветското разузнаване се активизира да навакса технологичното изоставане. Затегнатите мерки принуждават съветската страна да прибягва към практика на реекспорт през неутрални страни, но САЩ бързо и ̀проитводействат с предоставяне на търговски преференции – такъв е примерът с Швеция и Австрия
През юли 1984 г. списъците с ембаргови технологии са разширени с компютърен софтуер, телекомуникационни системи и малки компютри за военни цели. Контролът на реекспорта за трети страни е затегнат още повече.

## Нарушения
В края на 1980-те години се изяснява, че компаниите Toshiba Machine Company (Япония) и Kongsberg Gruppen (Норвегия), заобикаляйки забраната на Комитета, доставят в СССР високопроизводително оборудване с компютърно управление от 1982 до 1984 година.